# Hypostomus paucimaculatus
Hypostomus paucimaculatus är en fiskart som beskrevs av Boeseman, 1968. Hypostomus paucimaculatus ingår i släktet Hypostomus och familjen Loricariidae. Inga underarter finns listade i Catalogue of Life.